# Rafael Gordillo
Rafael Gordillo Vázquez noto come El Vendaval del Polígono (Almendralejo, 24 febbraio 1957) è un ex calciatore e dirigente sportivo spagnolo che giocava nei ruoli di difensore e centrocampista negli anni ottanta e novanta. Attualmente è vicepresidente dell'Écija Balompié.

## Carriera

### Club
Grande laterale, capace di coprire tutta la fascia nella doppia fase. Cresciuto nelle giovanili del Real Betis, debuttò in prima squadra il 30 gennaio 1977 contro il Burgos. Nel 1985 fu ceduto per 125 milioni di pesetas al Real Madrid, squadra con cui partecipò al dominio del campionato spagnolo durato dal 1985 al 1990.
Nell'estate 1992 ritornò al Real Betis, e subito contribuì alla promozione della squadra in Primera División nella stagione 1993-1994. Prima di ritirarsi nel 1996 giocò una stagione con l'Écija Balompié in Segunda División.

### Nazionale
Con la Spagna, Gordillo collezionò 75 presenze andando a segno 3 volte. Partecipò agli europei di calcio di Italia 1980, Francia 1984 e Germania Ovest 1988 e ai mondiali di calcio di Spagna 1982 e Messico 1986.

## Palmarès
- Coppa UEFA: 1

Real Madrid: 1986
- Campionato spagnolo: 5

Real Madrid: 1986, 1987, 1988, 1989, 1990
- Coppa di Spagna: 2

Real Betis: 1976-1977
Real Madrid: 1988-1989
- Supercoppa di Spagna: 3

Real Madrid: 1988, 1989, 1990